# Зоран Бассонг
Зоран Бассонг (англ. Zorhan Bassong, нар. 7 травня 1999, Торонто) — бельгійський та канадський футболіст, захисник клубу Major League Soccer «Спортінг» (Канзас-Сіті) та національної збірної Канади. Виступав також за низку клубів з різних країн. Чемпіон Канади.

## Клубна кар'єра
Зоран Бассонг народився 1999 року в місті Торонто. У дитинстві перебрався до Бельгії, де спочатку займався в юнацькій команді футбольного клубу «Андерлехт», пізніше грав за юнацьку команду французького клубу «Лілль». У 2016 році Бассонг розпочав грати за другу команду клубу «Лілль», в якій виступав до 2019 року. У 2019 році футболіст перейшов до бельгійського клубу «Серкль», проте в основному складі клубу з Брюгге не грав, і на початку 2021 року перейшов до канадського клубу Major League Soccer «КФ Монреаль», у якому цього ж року став чемпіоном Канади. Протягом 2023 року канадський захисник грав у складі румунських клубів «Арджеш» та «Фарул».
З початку 2024 року Зоран Бассонг грає в американському клубі Major League Soccer «Спортінг» (Канзас-Сіті).

## Виступи за збірні
У 2017 року Зоран Бассонг дебютував у складі юнацької збірної Бельгії, загалом на юнацькому рівні взяв участь у 2 іграх.
У 2020 році Бассонг вирішив змінити футбольне громадянство на країну народження, і в 2020 року дебютував у складі національної збірної Канади. 2021 року футболіст такожзалучався до складу молодіжної збірної Канади. У 2025 році Бассонга включили до складу канадської збірної на домашній для неї Золотий кубок КОНКАКАФ 2025 року.

## Титули і досягнення
- Чемпіон Канади (1):

«КФ Монреаль»: 2021